# 유산 (드라마)
《유산》은 1989년 3월 4일부터 같은 해 7월 2일까지 방영된 문화방송 주말연속극이다.

## 소개
- 갑작스러운 재벌의 죽음과 함께 들이닥친 유산처리 문제를 둘러싸고 벌어지는 암투를 그린 미스터리 드라마
- 자신의 이익을 위해 세류와 쉽게 영합하는 시대에 고집스럽게도 진실하게 살려는 젊은이의 투혼과 현대인의 양면성, 맹종성을 고발하려는 의도로 제작된 드라마

## 등장 인물
- 최상훈(장동준)
- 박순천(정혜숙)
- 김청(정혜원)
- 남성훈(김경수)
- 나문희(오 여사)
- 김무생(박 비서)
- 김혜옥(윤 집사)
- 변희봉(황 변호사)
- 정승현(강 원장)
- 박상조(임상철 사장)
- 한인수(진우)
- 김석옥
- 엄유신(테레사)
- 김수미(최 마담)
- 임예진

## 참고 사항
- 인물설정, 사건전개, 대사 등의 상당부분이 영화 <야망의 도시>를 그대로 표절하여[1] 물의를 샀고 그 이후 내리막길을 걸었는데 당시 MBC는 1986년 3월 18기 이후 공채 탤런트를 선발하지 않아[2] 이렇다할 신인 발굴에 어려움을 겪었으며 1989년 11월 19기로 공채 탤런트 제도를 재개했다.